# Onda de Bloch

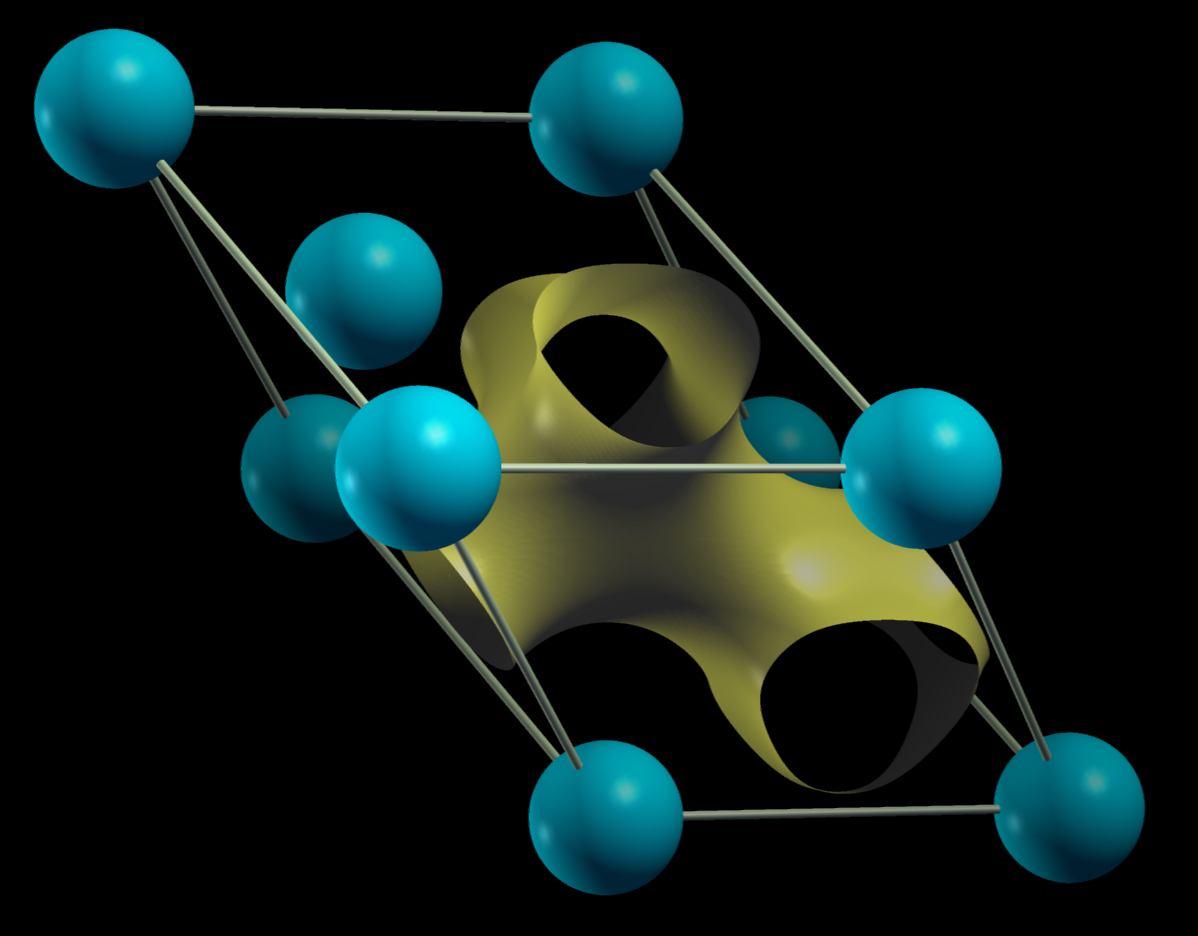
Equipotencial de la onda de Bloch en una lámina de silicio

En línea sólida: Un esbozo de una onda de Bloch típica en una dimensión. (La onda es, en realidad, compleja, y aquí sólo se muestra la parte real). En línea punteada: el factor e^{ik·r}. Los círculos suaves representan átomos

Una Onda de Bloch (también llamada Estado de Bloch, Función de Bloch o Función de onda de Bloch), llamada así por el físico suizo Felix Bloch, es un tipo de función de onda de una partícula en un medio periódico, como un electrón en un sólido cristalino. Una función de onda ψ es una onda de Bloch si tiene la forma:
{\displaystyle \psi (\mathbf {r} )=\mathrm {e} ^{\mathrm {i} \mathbf {k} \cdot \mathbf {r} }u(\mathbf {r} )}

donde r es la posición, u es una función periódica con la misma periodicidad que el cristal, y k es un número real, llamado el vector de onda del cristal. En otras palabras, si se multiplica una onda plana por una función periódica, se obtiene una onda de Bloch.
Las ondas de Bloch son importantes debido al Teorema de Bloch, que afirma que el autoestado de energía de un electrón en un cristal puede ser descrito con ondas de Bloch. Más precisamente, indica que la función de onda de un electrón en un cristal tiene una base que está formada solamente por autoestados de energía de Bloch. Este hecho da lugar a la teoría de bandas.
Los autoestados de las funciones de onda se escriben con subíndices, como ψn k, donde n es un valor discreto, llamado índice de energía de banda, y que diferencia a las múltiples ondas de Bloch con el mismo k (cada una con un componente periódico u distinto). Dentro de una banda (es decir, para un determinado n),  ψn k varía de manera continua con k, así como su energía.

## Historia y ecuaciones relacionadas
El concepto de ondas de Bloch fue desarrollado por Felix Bloch en 1928, para describir la conducción de electrones en sólidos cristalinos. Sin embargo, los mismos conceptos matemáticos fueron descubiertos de manera independiente en varias ocasiones: por George William Hill (1877), Gaston Floquet (1883), y Alexander Lyapunov (1892). Como resultado, existen varias nomenclaturas que son comunes. En ecuaciones diferenciales ordinarias, se llama teoría de Floquet (u ocasionalmente el Teorema de Lyapunov-Floquet). Varias ecuaciones unidimensionales con coeficientes constantes tienen nombres especiales, por ejemplo, la ecuación de Hill:
{\displaystyle {\frac {d^{2}y}{dx^{2}}}+\left(\theta _{0}+2\sum _{n=1}^{\infty }\theta _{n}\cos(2nx)\right)y=0,}
en donde θn son constantes. La ecuación de Hill es muy general, ya que los términos θ pueden verse como la expansión en series de Fourier de un potencial periódico. Otras ecuaciones unidimensionales periódicas que se han estudiado son el modelo de Kronig-Penney y la ecuación de Mathieu.
Matemáticamente el teorema de Bloch se interpreta en términos del grupo de una red cristalita, y es aplicado en geometría espectral.